# مارک جانسون
مارک جانسون (به انگلیسی: Mark Johnson) (زاده ۲۷ دسامبر ۱۹۴۷) تهیه‌کننده آمریکایی و برنده جایزه اسکار بهترین فیلم بخاطر تهیه‌کنندگی فیلم مرد بارانی است. فیلم مرد بارانی با بازی داستین هافمن و تام کروز تولید ۱۹۸۸ بوده و برنده ۴ جایزه اسکار و یک جایزه گولدن گلوب است.
وی تهیه‌کنندگی اجرایی سریال برکینگ بد، محصول شبکه ای‌ام‌سی را نیز بر عهده داشت.
جانسون در واشینگتن دی‌سی. به دنیا آمده و در سال ۱۹۷۱ از دانشگاه ویرجینیا فارغ‌التحصیل شده‌است.

## پیوند
- مارک جانسون در بانک اطلاعات اینترنتی فیلم‌ها
- مارک جانسون در بخش فیلم یاهو